# Samia cynthia
La mariposa de seda del Ailanto (Samia cynthia) es una especie de Lepidoptera (un heterócero) que produce un tipo de seda. Esta especie se alimenta de hojas de árboles del género Ailanthus, Ricinus o Ligustrum.
Produce seda, pero a diferencia del gusano de seda común Bombyx mori, la seda no se comercializa en gran medida. Samia cynthia tiene alas de gran tamaño, de 113–125 mm con una mancha en forma de luna creciente en las alas anteriores e posteriores.
Presentan un elevado nivel proteico, buena relación Ca/P y muy pocas grasas, por lo que es una especie muy demandada para su uso como alimento vivo de reptiles y otras mascotas. Cuando se destina a este fin, es importante que se alimenten de aligustre: Ligustrum ya que con el resto de plantas pueden adquirir toxicidad.

## Samia cynthia ricini
La subespecie S. cynthia ricini, que se encuentra en la India, se alimenta de hojas del ricino y también produce un tipo de seda (en inglés: eri silk). Es esta subespecie (o especie, Samia ricini) la que está domesticada.
Su seda es muy duradera pero no se puede extraer entera del capullo y por lo tanto se forma una especie de lana o algodón.

## Seda

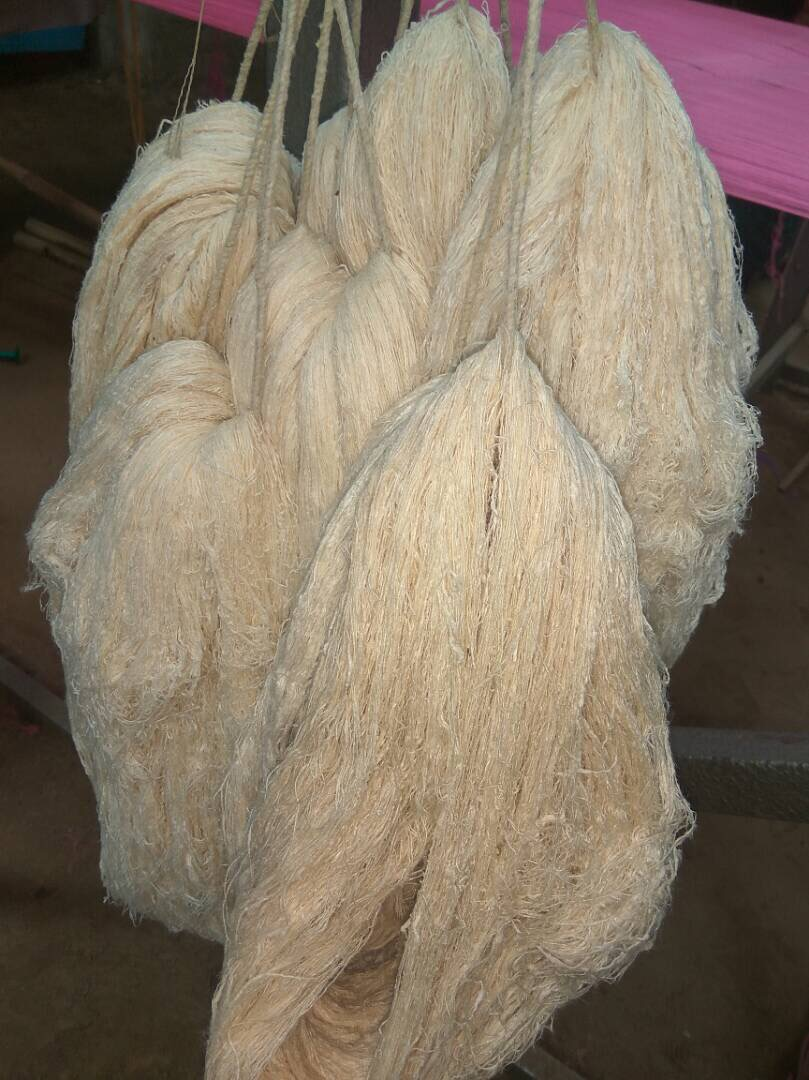
Fibra de seda

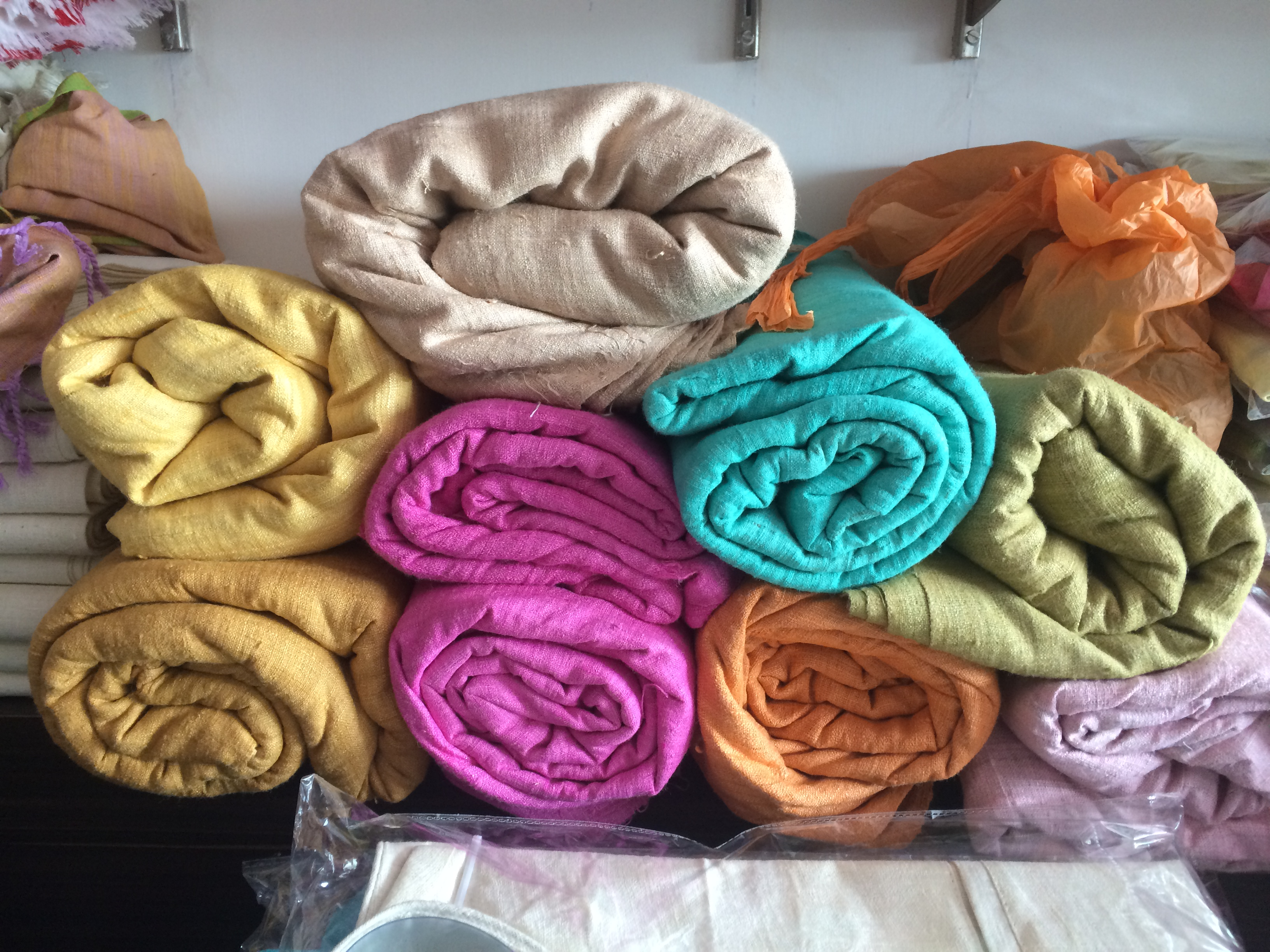
Ropa de seda

El nombre común, mariposa de seda del Ailanthus, se refiere a la planta huésped Ailanthus. Hay una subespecie, S. cynthia ricini en India y Tailandia que se alimenta de las hojas de ricino, y es conocida por la producción de seda eri, y a menudo se la conoce con el nombre común mariposa de seda eri.
El gusano de seda eri es el único gusano de seda completamente domesticado que no es "Bombyx mori". La seda es extremadamente duradera, pero no se puede desenrollar fácilmente del capullo y, por lo tanto, se hila como algodón o lana.

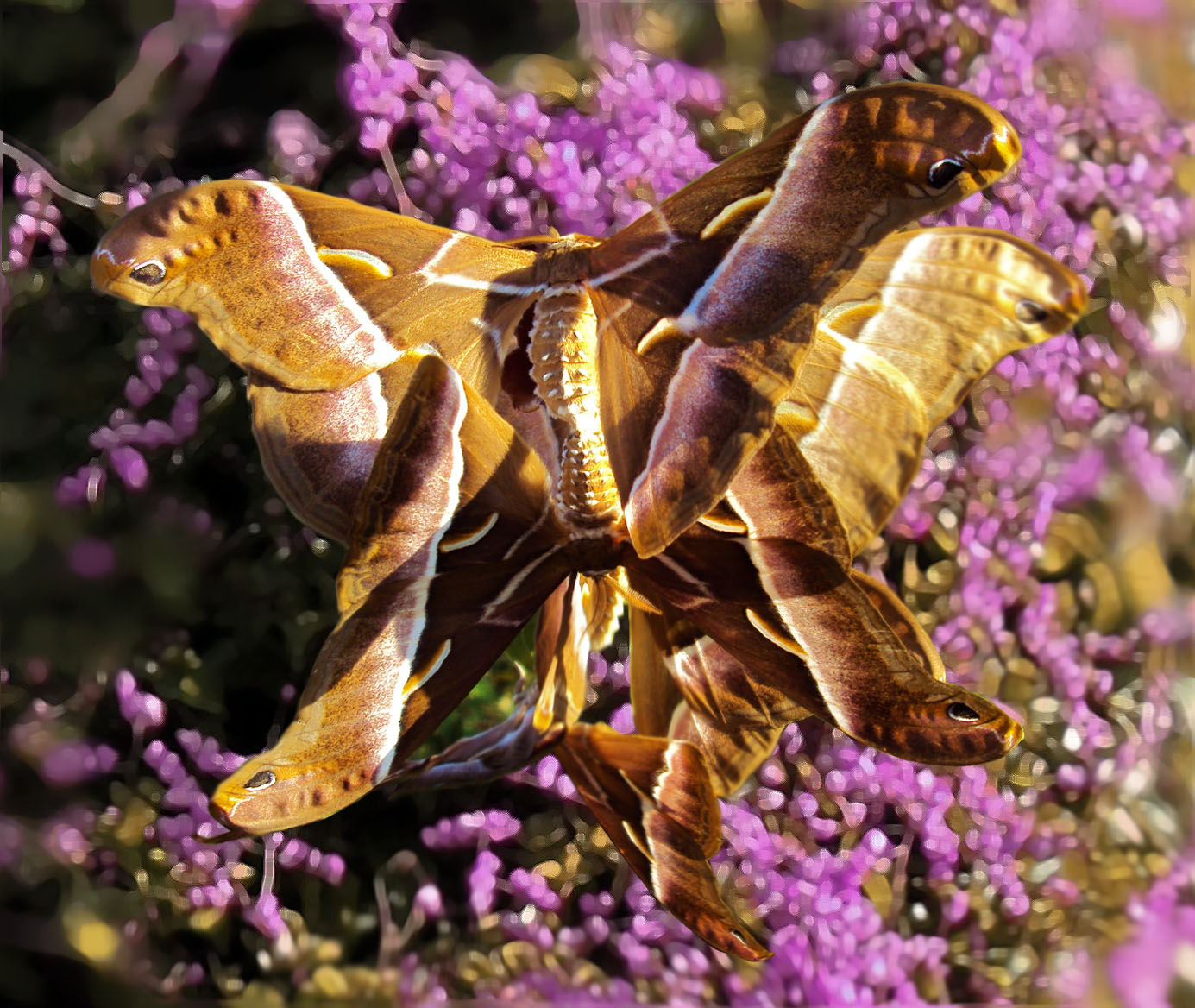
Mariposa de seda del Ailanthus de Roxas, isla Panay, Filipinas

## Distribución
Peigler & Naumann (2003), revisaron el género Samia:

### Poblaciones indígenas
- Asia: China (Zhejiang, Shanghái, Jiangxi, Jiangsu, Shandong, Pekín, Shanxi, Liaoning y Heilongjiang); Corea (Norte de Pyongan, Sur de Pyongan, Pyongyang, Kangwon y Sur de Kyongsan)

### Poblaciones introducidas
Estos incluyen polillas escapadas del cultivo o introducidas y naturalizadas: 
- Asia: Japón; India; Tailandia.[3]
- Australasia: Australia.
- América: Canadá; Estados Unidos; Venezuela; Uruguay; Brasil.
- África: Túnez.
- Europa: Francia; Austria; Suiza; Alemania; España; Bulgaria; Italia.

## Ciclo vital

### Huevos
Los huevos blanquecinos, marcados de marrón, los pone en hileras de 10 a 20 en hojas. La eclosión de los huevos tarda entre 7-10 días.

### Larva
Las larvas son gregarias y amarillas al principio. Los instar posteriores son solitarios y de color verde blanquecino con tubérculos blancos a lo largo del dorso y pequeños puntos negros. Hay cinco estadios y alcanzan una longitud máxima de 70–75 mm.

### Pupa
Un capullo sedoso de color blanquecino a gris se hila sobre las hojas del huésped. Tiene una trampilla de escape obvia.

### Adulto
Las hembras comienzan el apareamiento al atardecer o por la noche, después de abandonar el capullo por la mañana. Los adultos emprenden el vuelo durante los meses de mayo y junio (en el norte de Europa, como una generación). En el sur de Europa se puede dar parcialmente una segunda generación en septiembre.

## Alimentación
Las larvas se pueden alimentar de otras plantas pero con los ailantos (Ailanthus altissima) los resultados son mejores y en el caso de la subespecie S. cynthia ricini con el Ricinus communis.
Para su uso como alimento vivo, es necesario alimentarlos con aligustres (Ligustrum) para evitar que adquieran toxicidad.

## Galería

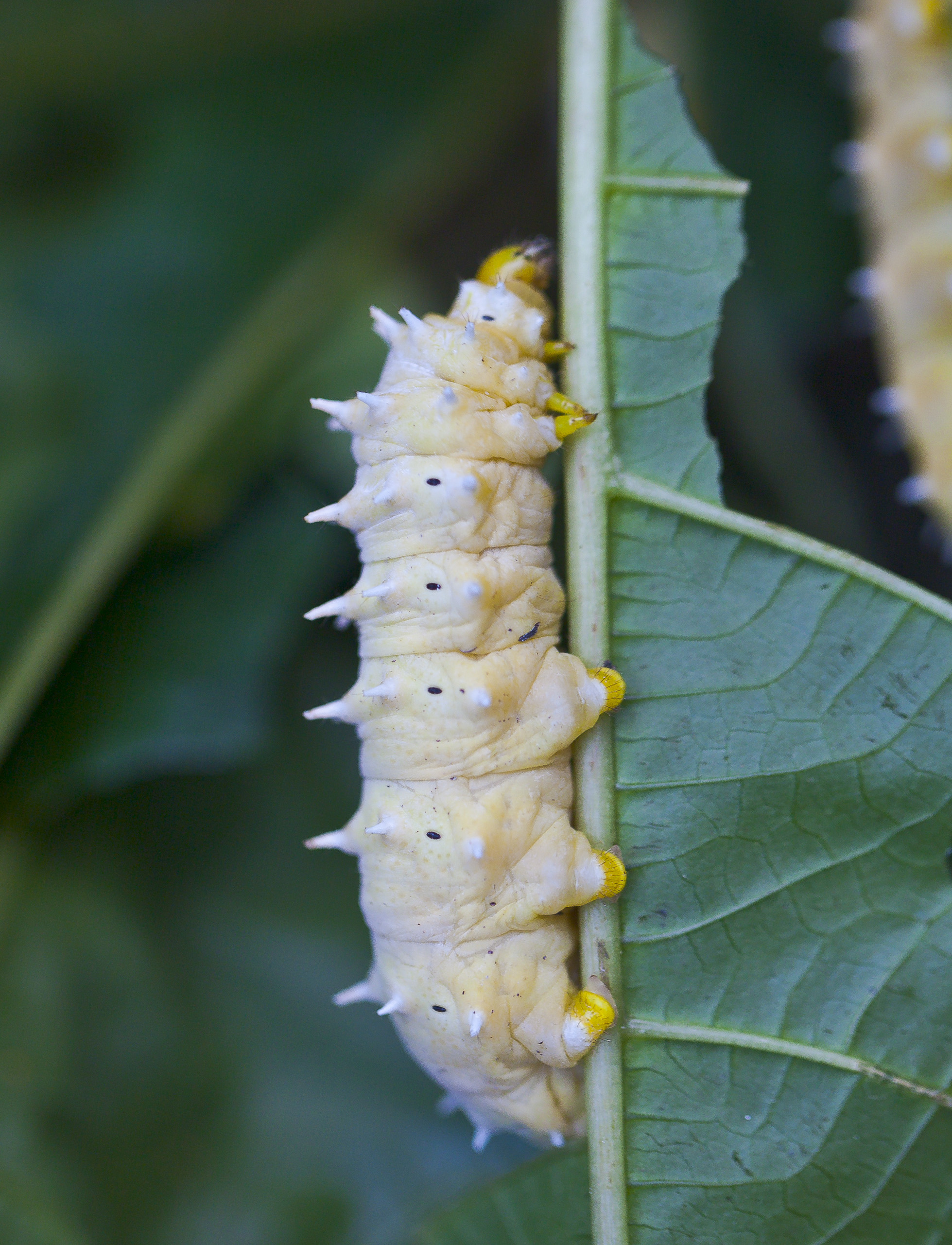
Larva.
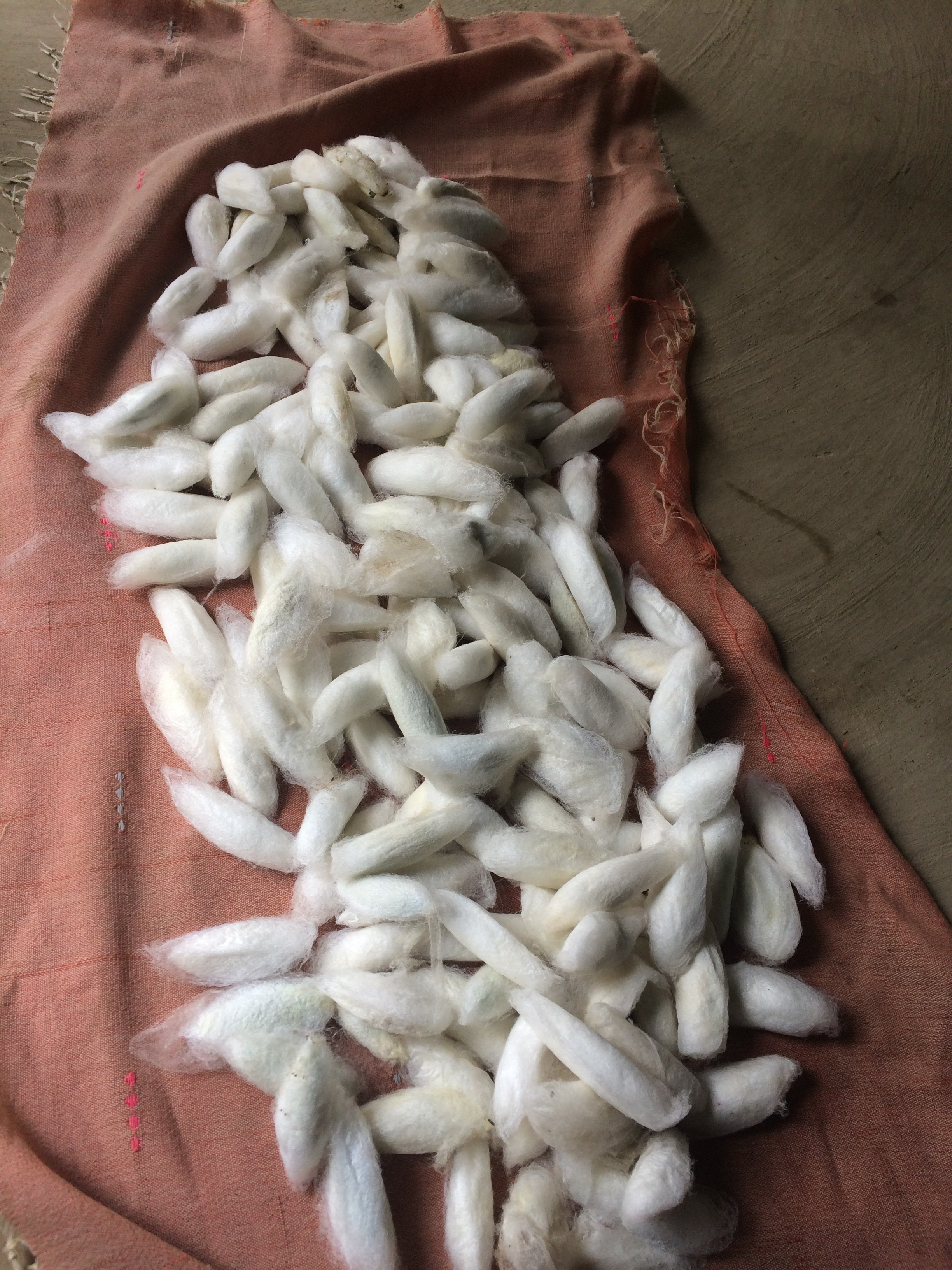
Capullos
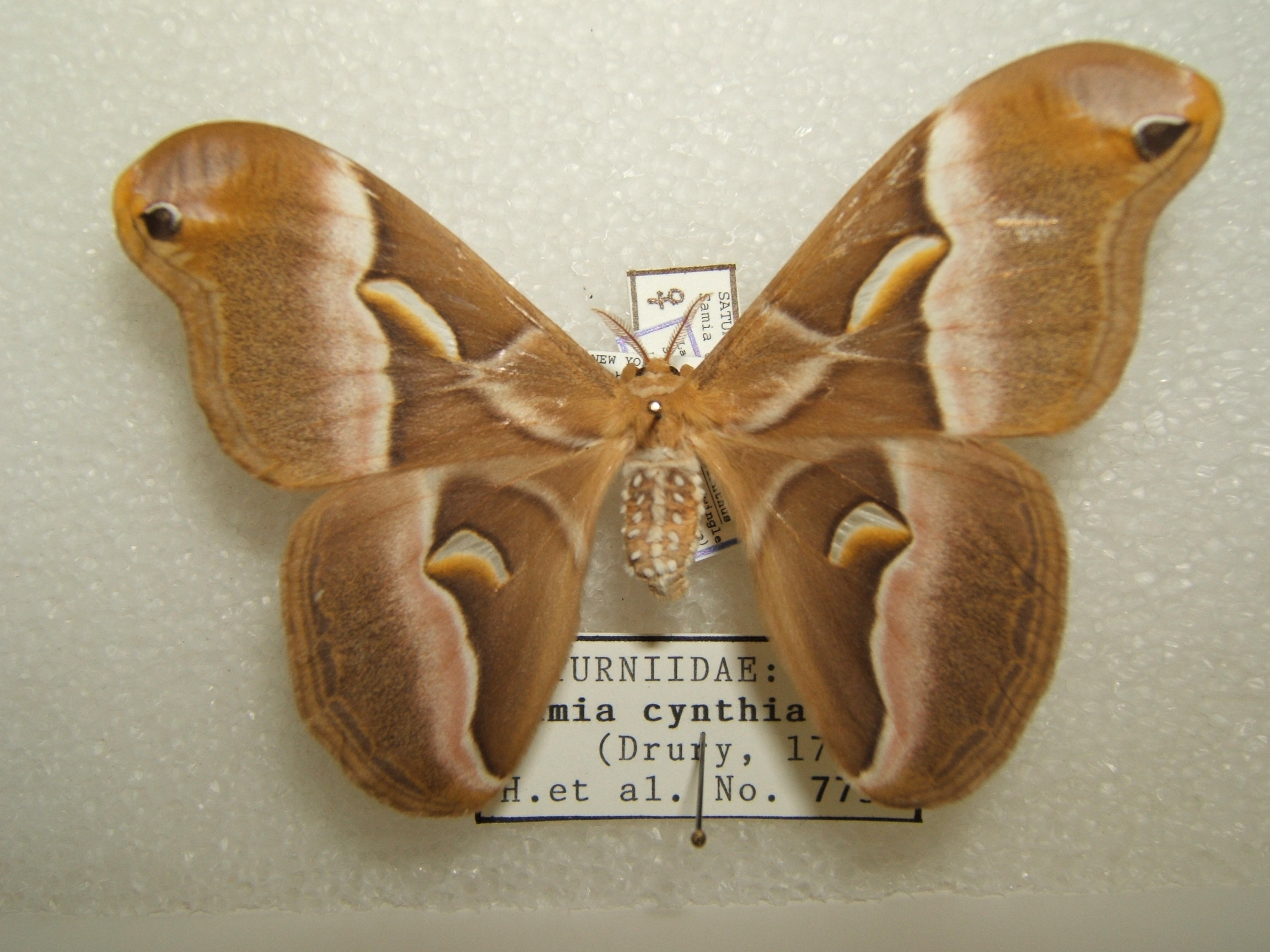
Hembra adulta.
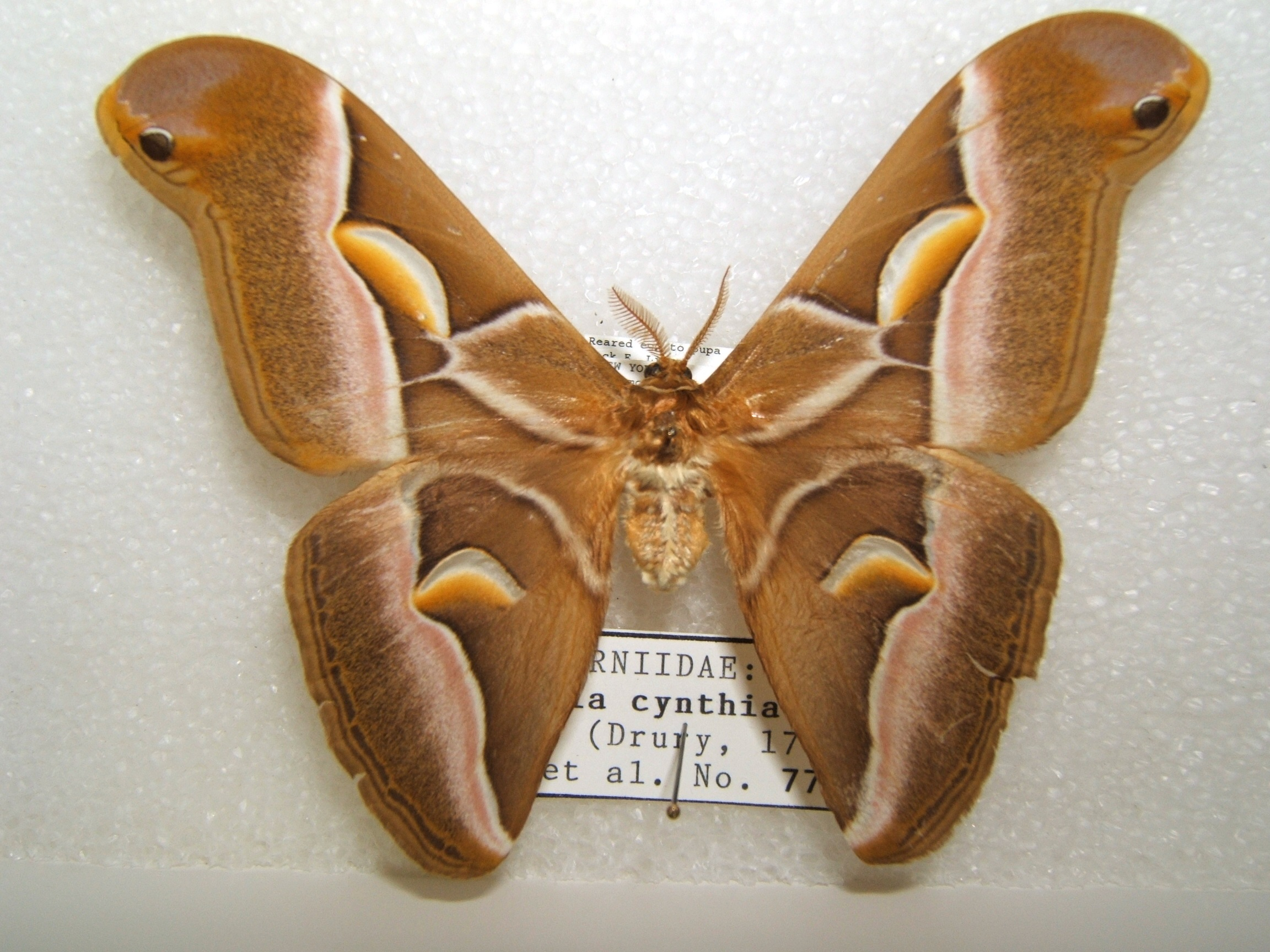
Macho adulto.
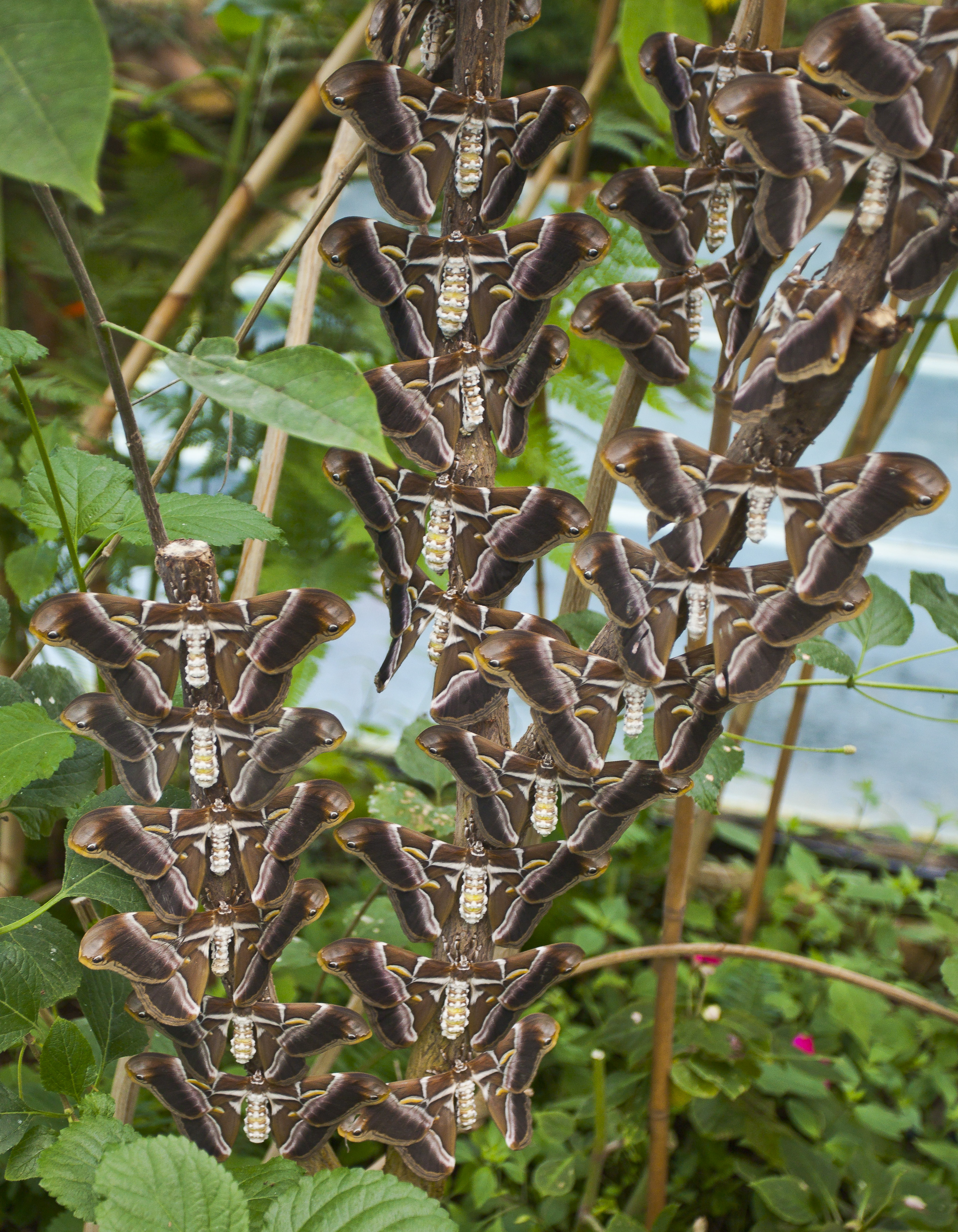
Ejemplares en un mariposario.